# Agrotis interposita
Agrotis interposita är en fjärilsart som beskrevs av J. Peter Maassen 1890. Agrotis interposita ingår i släktet Agrotis och familjen nattflyn. Inga underarter finns listade i Catalogue of Life.